# 第二次世界大戦の影響
第二次世界大戦の影響（だいにじせかいたいせんのえいきょう）の項目では、第二次世界大戦の結果により各国・地域に起きた大きな変化を記述する。

## ヨーロッパ

鉄のカーテン（但し、東ドイツ発足後のためシュテッティンが境ではない）

マーシャルプランへの不参加をソビエト連邦が表明して、更に参加を希望していたチェコスロバキアなどの東欧諸国に圧力をかけて不参加を強要させた。9月には東欧や仏伊の共産党によりコミンフォルムを結成し、西側に対抗する姿勢をとった。これによりヨーロッパの分裂が決定的になった。
ヤルタ体制の中で東欧諸国は否応なく、ウィンストン・チャーチルが名づけたところの「鉄のカーテン」の向こう側である共産主義体制に組み込まれることとなり、ドイツという共通の敵を失ったソビエトとアメリカ合衆国は、その同盟国を巻き込む形でその後1980年代の終わりまで半世紀近く冷戦という対立抗争を繰り広げた。また、フランスやイギリス、ソビエトなどの主要連合国はアメリカに倣い核兵器の開発・製造を急ぐこととなり、後に成立した中華人民共和国やインド、パキスタンなどがこれに続いた。

### ヨーロッパ全域
- 二度の世界大戦の原因の一つとして挙げられるのが、ザールラント（ドイツ領、戦間期は、自由市）及びアルザス＝ロレーヌ[注釈 1] で産出される石炭及び鉄鉱石をめぐっての争いであった。そのため、石炭、鉄鉱石を共同管理することによって、戦争を回避する目的で、1951年に、欧州石炭鉄鋼共同体（ECSC）が結成された。
- 1958年にベネルクス（オランダ、ベルギー、ルクセンブルク）、イタリア、西ドイツ、フランスが欧州経済共同体（EEC）、欧州原子力共同体（EURATOM）が結成され、1967年に拡大、発展する形で、EEC、ECSC、EURATOMと欧州共同体（EC）に統合した。
- ECは、1973年に、デンマーク、イギリス、アイルランド、1981年に、ギリシャ、1986年には、スペインとポルトガルが加盟し、12か国体制へ発展した。
- ECは、1993年11月1日のマーストリヒト条約欧州連合（EU）に発展した。2007年1月1日には、旧東欧圏であるルーマニアとブルガリアが加盟し、27か国体制へと発展を遂げた（詳細は、欧州連合を参照のこと）。

### ドイツ

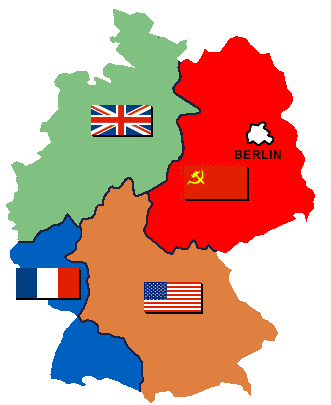
4カ国が占領したドイツのベルリンはソ連占領地域に囲まれていた

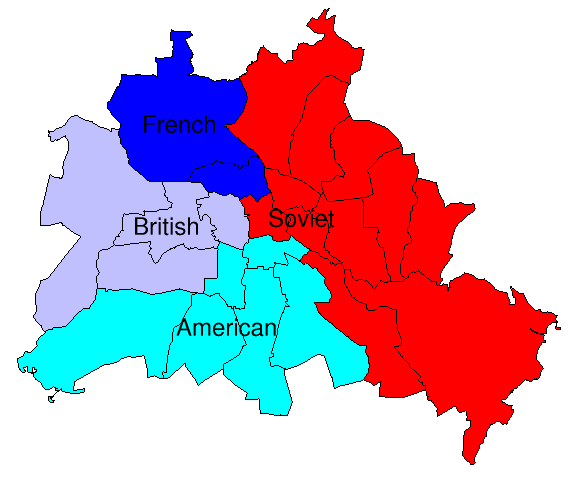
ベルリンの占領区分 アメリカ（空色）、イギリス（薄紫）、ソ連（赤）、フランス（青）

ドイツ軍（ドイツ国防軍、武装親衛隊などを含む）の無条件降伏を受け、連合国はドイツに中央政府が存在しないと宣言し（ベルリン宣言 (1945年)）、米英仏ソ4国による占領統治が行われた（連合軍軍政期）。また旧首都ベルリンについても4か国の分割統治下となった。しかし占領政策を巡って米英仏の西側連合国とソ連の対立が激化し、1949年には西側連合国の占領地域にドイツ連邦共和国（西ドイツ）、ソ連占領地域にドイツ民主共和国（東ドイツ）が成立、ドイツは東西に分断されることとなった。この分断状態は1990年まで続くこととなり（ドイツ再統一）、ドイツの戦争状態が正式に終了したのは同年にドイツ最終規定条約が締結された時であった。
領土の喪失
- 第一次世界大戦後も領有していた東プロイセンやシュレジエン、ドイツが回復した旧ドイツ帝国の領土であるダンツィヒやポーランド回廊など、オーデル・ナイセ線以東の広大な旧ドイツ東部領土を喪失した。また大戦直前に獲得したクライペダ（メーメル）もソ連構成国リトアニア・ソビエト社会主義共和国に返還された。
- ミュンヘン協定は無効となり、ドイツ人居住地域のズデーテン地方はチェコスロバキアに返還された。
- 大戦中から戦後にかけて東・中欧の喪失地域からドイツ人は追放され、大量のドイツ避難民がドイツ国内に移動する中で多くの死者が出た（ドイツ人追放）。
- この他、大戦中にドイツが併合した地域は、フランス（アルザス・ロレーヌ）・デンマーク（北シュレスーウィヒ）・ベルギー・ルクセンブルクの諸国にそれぞれ返還された。
- 西部のザールラントは自由州として分離され、フランスの管理下に置かれたが、その後、1957年に住民投票で西ドイツに復帰した。
- ナチス政権が併合したオーストリアはドイツの被占領地域から分離され、1955年のオーストリア国家条約でドイツとの合併は永久に禁止された。

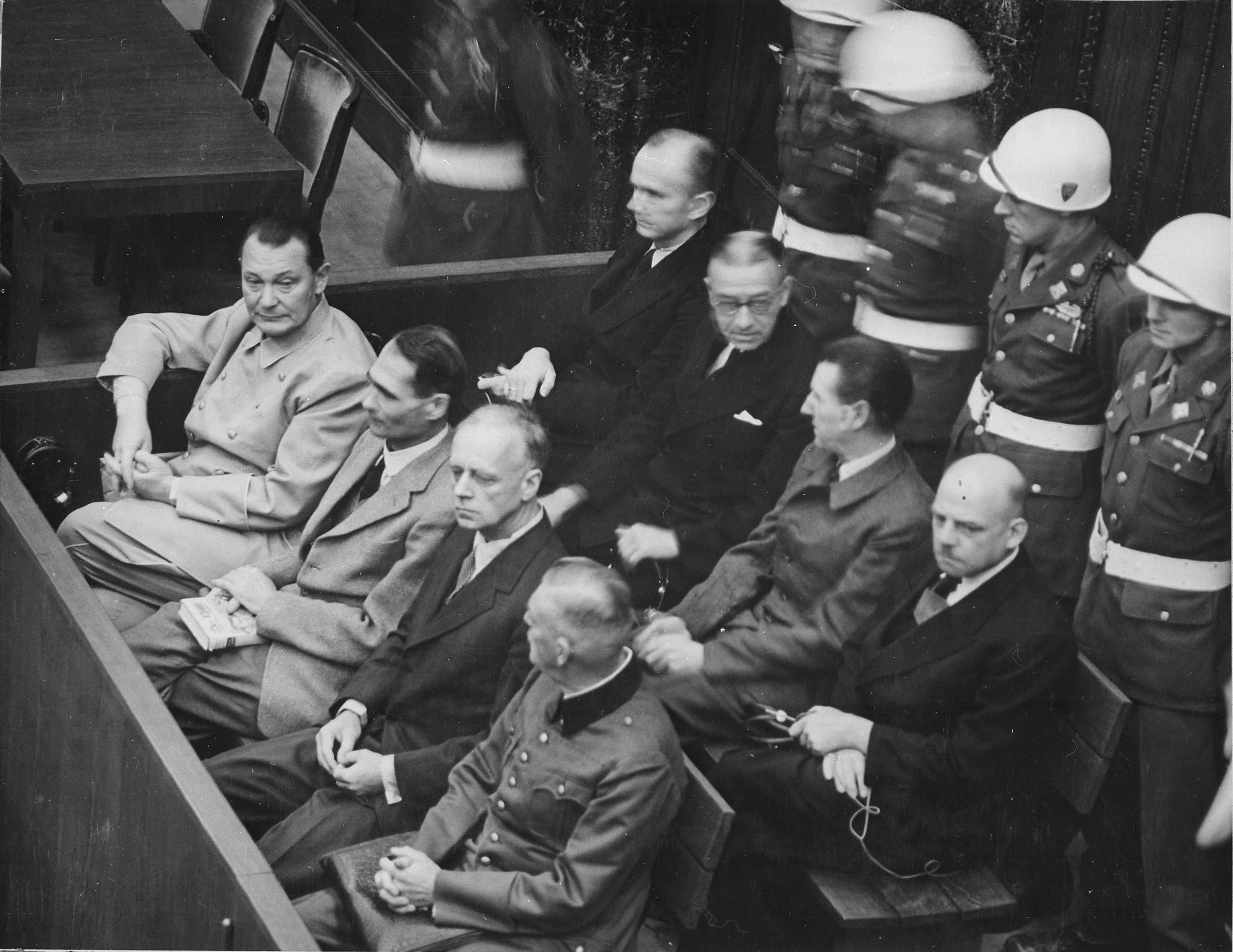
ニュルンベルク裁判

戦犯裁判と非ナチ化
世界を戦争の渦に巻き込んだアドルフ・ヒトラーは敗戦直前に自殺。残虐行為を実行した親衛隊の長官ハインリヒ・ヒムラー、ナチス政権下の宣伝相ヨーゼフ・ゲッベルスも同じく自殺し、残されたヘルマン・ゲーリングなどナチス首脳部の一部は、連合軍による国際軍事裁判（ニュルンベルク裁判）によって裁かれ、ゲーリング、リッベントロップ外相、ヴィルヘルム・カイテル元帥ら12名に絞首刑の判決が下された。また各占領地でも独自に裁判が行われ、特にニュルンベルク継続裁判等が著名である。占領地ではナチスの影響を排除する非ナチ化の政策が推し進められ、政軍の関係者以外でもマルティン・ハイデッガーやレニ・リーフェンシュタールといったナチ協力者も非ナチ化裁判の対象となり、活動を禁止された者も数多くいた。
高官の国外逃亡と責任逃避
終戦直前にアドルフ・アイヒマンなどの多くのドイツ政府高官が、自らの身を守るためにドイツ国内外のナチス支持者 やバチカンの助けを受けスペインやアルゼンチン、チリなどの友好国に逃亡し、そのまま姿を消した。その一部はその後イスラエル諜報特務局や、「ナチ・ハンター」として知られるサイモン・ヴィーゼンタールなどの手で居場所を突き止められ、逮捕された後にイスラエル政府などによって裁判にかけられたものの、残る多くは現在に至るまで逃げおおせ、姿を消したままである。
賠償
賠償金は課せられなかったが、変わって現物と捕虜の労務による賠償が課せられた。特にソ連は戦争により被った膨大な被害に対する賠償として、自国占領地域で工業施設・インフラなどの解体・移送を行ない、捕虜の強制労働も極めて大規模に行った。このことが東ドイツの発展を阻害し東西ドイツの経済格差を生み出す要因となった。また、ダイムラー・ベンツやクルップ、メッサーシュミットなど、ドイツの戦争遂行に加担し、強制労働に駆り出されたユダヤ人を利用した企業は、膨大な賠償金の支払いを課せられることになった。中でも特にナチス政府と密接な関係にあったIG・ファルベンインドゥストリーは解体された。

### オーストリア
- 1938年にドイツによって併合（合邦）されたドイツとは分断され、アメリカ・イギリス・フランス・ソ連の4か国によりオーストリア全土が分割占領された。
- これとは別に、首都のウィーンもドイツのベルリンと同じく上記の4か国により分割占領された。
- ただし、ドイツとは異なり、ナチス政権下のドイツによる併合により消滅していた中央政府が復活し、第二共和制が発足して、文民統治を維持した。
- その後、冷戦の激化にもかかわらずオーストリア政府は国家統一の維持に成功し、1955年のオーストリア国家条約により主権を回復した[注釈 3]。
- ドイツへの併合に協力しナチス政府の高官となった元首相アルトゥル・ザイス＝インクヴァルトは、連合軍による戦争裁判・ニュルンベルク裁判で裁かれ死刑になった。
- 冷戦終結後、国家分断の危険から遠ざかるにつれて、ナチスの併合を結果的に歓迎し、多くのオーストリア人がそのままドイツ軍の一員として戦争行為に加担したことに対する戦争責任について問い直す動きが見られた。

### ギリシャ
1942年から内戦状態になり（ギリシャ内戦）、終戦後はイギリスとソ連の秘密協定によって西側の勢力下に置かれようとしていた。その後はアメリカ合衆国の支援の下、軍事独裁政権が成立、国王が亡命、1974年にキプロスでのクーデターが失敗し、その余波で軍事政権が崩壊、国民投票によって君主制が廃止、共和制に移行した。冷戦期には北大西洋条約機構に加盟した。

### イタリア
領土の喪失
- 第一次世界大戦で獲得した「未回収のイタリア」のうち、トリエステは国連管理下の自由地域となった（トリエステ自由地域）。

その後、1954年に半分以上を占める南部地域がユーゴスラビア（現在はスロベニアとクロアチア--この時にリエカ（フィウメ）を獲得--）、トリエステを含む北西部がイタリアの管理下に置かれ、1975年に正式に割譲された。
- エーゲ海東部のドデカネス諸島をギリシアに割譲した。
- 参戦前の1939年に宣言したアルバニア併合は無効とされ、アルバニア社会主義人民共和国の独立が完全に回復された。
- 戦争中にイギリス軍に占領されたトリポリ、キレナイカ[注釈 4]、ソマリランド[注釈 5] 等のアフリカ植民地を放棄し、これらの地域はイギリスの委任統治領になった。

共和制移行
- コミンテルンの活動と、ファシズム独裁への揺り返しから共産主義的な雰囲気が支配していた1946年に行われた共和制移行を問う国民選挙によって、その政権奪取よりファシスト党とそれを率いるムッソリーニに対し友好的な態度を取り続けていたウンベルト2世は廃位され、国外追放となり、サヴォイア家のイタリア王国は終焉を迎え共和制に移行した。
- なお、新たに制定された憲法で、元国王であるウンベルト2世およびその直系男子のイタリア再入国を禁止する条項が制定された。この条項が破棄され、「元王族」となったサヴォイア家のメンバーがイタリアに再び入国できるようになるまでには50年以上の年月がかかった。

### フィンランド
1939年に発生したソビエト連邦からの侵略（冬戦争）においてカレリア地方などを喪失したフィンランドは、1941年6月からふたたびソ連と戦った（継続戦争）。フィンランドはドイツとは同盟関係にない「共同参戦国」と主張していたが、国内にドイツ軍を駐屯させるなど共闘関係が存在していた。しかしドイツ軍が敗勢となると、フィンランドは講和に傾くようになり、1944年9月19日にモスクワ休戦協定を締結してソ連と休戦、1947年のパリ条約で講和した。
- 冬戦争によって喪失したカレリア地方の割譲が確定した。
- ソ連に対して三億ドル相当の賠償金を支払う（フィンランドの第二次世界大戦の賠償（英語版））。
- 1948年にはフィンランド・ソ連友好相互援助条約（英語版）を締結し、事実上の同盟関係を形成する。ただし政治体制は民主主義体制であり、これはフィンランド化と称される。
- ヘルシンキ郊外のポルッカラがソ連に租借されることとなった。
- リスト・リュティ元大統領ら親独路線の責任者が国内で裁判にかけられた（フィンランドの戦犯裁判（英語版））が、有罪となった被告も早い段階で釈放されている。

### イギリス

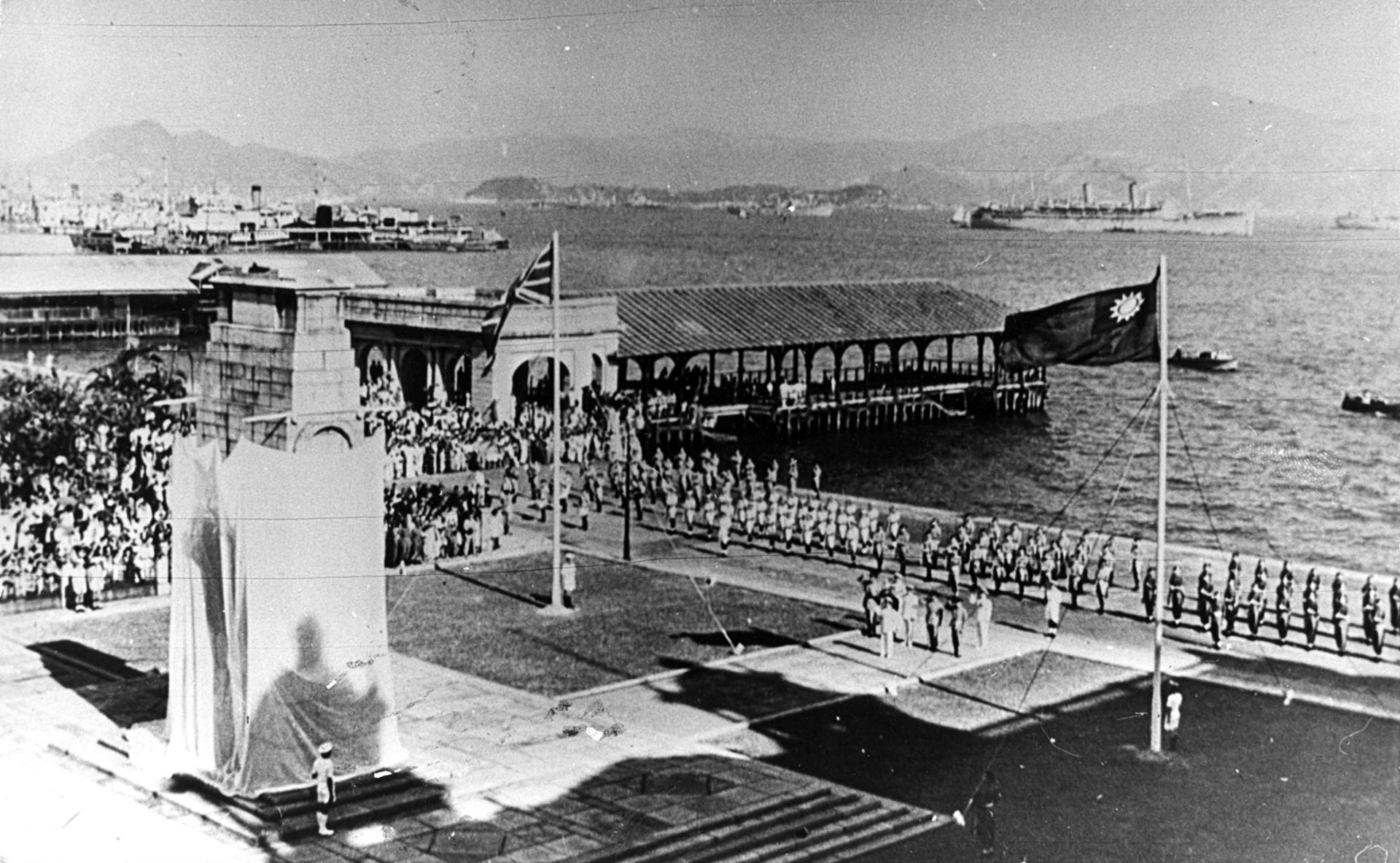
日本軍撤退後の香港（1945年）中華民国の青天白日滿地紅旗とイギリスのユニオンジャックが確認できる

イギリスは第二次世界大戦を通じて約11億ポンドの海外資産をすべて失い、戦争が始まったとき7億6千万ポンドであった対外債務は、終戦時には33億ポンドに膨れ上がった こともあり、イギリス経済は疲弊した。追い討ちをかけるかのように、日本の敗戦から2日後の8月17日、アメリカ合衆国はレンドリース法を停止して対英援助を打ち切った。窮地に陥ったイギリス政府は戦後復興のため、1945年12月に英米金融協定に調印したが、これにより大英帝国内部の特恵関税制度が否定され、経済面から大英帝国の崩壊が始まった。イギリス経済の疲弊により植民地を維持することが困難になり、また各地の独立運動も相まって、大英帝国は崩壊した。ミャンマーなどを除く元植民地の多くは、その後もイギリス連邦の一員としてイギリスとの絆を保っている。
- 日本の敗戦によりシンガポール、マレー半島や香港などの日本の占領下に置かれた植民地がイギリスの手に戻り、前記の2地域は1960年代に至るまで、香港は1997年に至るまでイギリスの植民地であった。
- インドは戦後もイギリスによる統治がしばらく続いたものの、独立運動の激化により1947年8月15日に独立した。
- 敗戦国のイタリアがトリポリ、キレナイカ（共に現在のリビア）、ソマリランド（現在のソマリア）等のアフリカの植民地を放棄し、これらの地域はその後しばらくの間イギリスの委任統治領になった。

### フランス

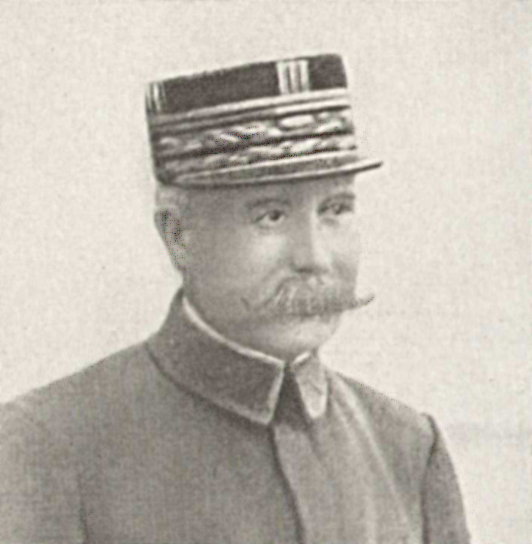
フィリップ・ペタン

- 自由フランスを母体の一つとするフランス共和国臨時政府は憲法制定作業を行い、1946年から第四共和政がスタートする。
- ヴィシー政権は崩壊し、首班のフィリップ・ペタン元帥は逮捕され死刑判決を受けたが、その後ド・ゴールにより終身刑に減刑された。また、多くの対独協力者が投獄されたり死刑となった。
- モロッコやアルジェリアなどのアフリカの植民地を回復したが、戦後のフランスの国力低下に伴い、そのほとんどが独立することになる。
- 本土がドイツに占領された後より、事実上日本の影響下にあったフランス領インドシナのベトナムでは、日本の降伏直後に独立運動指導者のホー・チ・ミンがベトナム民主共和国の独立を宣言したが、植民地支配復活を狙うフランスとの間に第一次インドシナ戦争が起こり、ベトナム戦争の遠因となる。

### ソビエト
ヨーロッパ地域
- ドイツ、ポーランド、チェコスロバキアからそれぞれ領土を獲得し、西方へ大きく領土を拡大した。旧東プロシアのケーニスベルクとその周辺は、カリーニングラードと改称し併合した。
- 開戦前に併合したエストニア、ラトビア、リトアニアのバルト三国への支配、ルーマニアから獲得したベッサラビア（現在のモルドバ）の領有を復活させた。
- 上記の新領土内の非ロシア人の住民を追放して、ロシア人などを入植させる国内移住政策が進められた。
- 進駐したソ連軍の軍事的な恫喝により、東ドイツ、ポーランド、チェコスロバキア、ルーマニア、ブルガリア、ハンガリーなどに親ソ共産政権を樹立し、衛星国とし影響下においた（東側諸国）。

バルト三国
ロシア革命後に独立を果たしたエストニア、ラトビア、リトアニアのバルト三国は独ソ不可侵条約に基づき、ソ連軍が一方的に進駐し、その圧力の下で、1940年にソビエト連邦に強制的に併合された。その後はドイツ軍の占領下に入るなどしたものの、大戦終了後に再びソビエト連邦に併合され、追放・処刑された三国の住民の代わりに、多くのロシア人が流入し居住することになる。
エストニア、ラトビアの国境も変更され、ソ連の一共和国になった。再度の独立は冷戦後の1991年まで待たねばならず、ロシア系住民の処遇問題、エストニア、ラトビアはロシアと国境問題を抱えることになった。
極東地域
- 日本領の南樺太（サハリン南部）を占領し、さらに日本降伏後の1945年8月18日から千島列島へ侵攻し、色丹島・歯舞群島を9月5日までに占領した。1946年2月2日に、これら南樺太および千島列島の領有を宣言する。なお、これに対して日本は公的には認めておらず、択捉島、国後島、色丹島、歯舞群島の北方領土については日本の領有を主張し、南樺太と得撫島（ウルップ島）以北については帰属未確定としている（詳細は北方領土問題を参照）。
- 日本が旧満洲に持っていた各種権益のうち、関東州の旅順・大連の両港租借権や旧東清鉄道（南満州鉄道の一部）の管理権の継承を中華民国に認めさせた。これは中華人民共和国の成立後、1955年まで続いた。

### ポーランド
1939年にソ連に占領された東部地域は回復されず、そのままソ連領 に編入された。その代償として、ポーランド回廊をドイツから回復した上、オドラ川（オーデル川）およびニセ川（ナイセ川）以東の旧ドイツ領やダンツィヒ自由市（現在のグダニスク）を併合し、ポーランド領土は大きく西方へ移動した（回復領）。失った東部領は新たに得た西部領の2倍に及び、東部領から追われたポーランド人が旧ドイツ領から追放されたドイツ人のかわりに西部領に住み着く人口の大移動が起こった。
その後、この新たなドイツ＝ポーランド国境（オーデル・ナイセ線）の承認が、戦後に成立した西ドイツ政府の大きな政治課題となった。
また、国連の総会のポーランドの代表権問題が生じ、当時はソ連が支持するルブリン政権とアメリカ・イギリスが支持する亡命政権の二重権力状態にあった。その後に亡命政権の閣僚の三分の一を入れ、連合政権を作る事で妥協が図られた。その後、ソ連の強い軍事的な影響力の元に共産主義系の勢力が政府の実権を握り、亡命政権系の政治家は逮捕されたり亡命に追いやられた。

### チェコスロバキア
- ドイツにより解体状態だった国家が再建され、ズデーテン地方も回復した。なお、この際に起こったドイツ人住民の集団追放はその後の西ドイツとの関係に影を落とした。
- ドイツの保護国だったスロバキアはチェコと一体となった共和国に復帰した。ハンガリーに奪われた南部の領土は回復したが、カルパティア・ルテニアはソビエト領（現在のウクライナ）として併合された。
- 当初、共産党系と非共産党系の閣僚を含む政府が成立したが、ソ連軍の圧力の下、非共産党系の政治家は次々と暗殺、処刑あるいは辞任に追い込まれて、1948年に事実上の共産党の単独政権が成立し、その後、ソ連型社会主義をモデルにした国家政策が急速に進められた。

### ハンガリー
パリ条約によりウィーン裁定によるブラチスラヴァを含むスロバキア南部やルテニア、第二次ウィーン裁定による北トランシルヴァニア、ユーゴスラビア占領によるヴォイヴォディナ等の獲得は敗戦により無効とされ、サン＝ジェルマン条約による領域へと復活した。
大戦中の臨時政府からハンガリー第二共和国が成立したものの、占領軍であるソ連軍の後押しにより1947年にはハンガリー社会主義労働者党の一党独裁によるハンガリー人民共和国が成立し、ソ連の衛星国となった。

### ルーマニア
パリ条約により大戦中にドイツやイタリアの圧力で割譲した北トランシルヴァニアは回復したものの、ベッサラビア・北ブコビナ（ソ連）、南ドブロジャ（ブルガリア）は回復できなかった。1947年に王政は倒され、共産政権ルーマニア人民共和国が成立した。

### ユーゴスラビア
- 戦争中にハンガリーへ割譲した北部地域を回復した。
- 第一次世界大戦後にイタリアに併合されていたリエカ（フィウメ）やイストリア半島を占領し、後に併合した。
- 連合国側に参加していたユーゴスラビア王国亡命政府は復帰できなかった。

### ポルトガル
- 中立国ではあったが、オーストラリア軍、次いで日本に占領されていた植民地の東ティモールは撤退により回復された。
- 1943年から連合軍に使用許可を出していたアゾレス諸島のラジェス航空基地は引き続き連合国軍、ひいてはNATO軍の重要拠点として利用される。またマーシャルプランの対象国となるなど連合国の支援を受け、戦後しばらくの間好調な経済を維持する。
- また、大戦中を通じその地位が保全されたマカオとインドのゴアも、引き続き植民地として統治していくこととなった。

### スペイン
- 中立国ではあったが、親枢軸姿勢が災いし、欧州経済共同体への参加も認められなかった。
- フランシスコ・フランコ体制は各国から白眼視され、ほとんど孤立に近い状態となった。1946年12月の国際連合総会決議で関連国に断交が勧告され、アメリカやフランスは大使を召還した。
- 第二次世界大戦中に併合したタンジェはふたたび国際管理都市に戻った。

### アルバニア
- 1939年にイタリア（ムッソリーニ政権）が強行した併合が取り消され、独立を回復した。
- ユーゴスラビアと同様、パルティザン闘争によって自国領土の大半を解放したアルバニア共産党（1948年からアルバニア労働党）によるアルバニア人民共和国が成立し、王制が廃止されてエンヴェル・ホッジャが指導する社会主義政権が成立した。
- その後、ユーゴスラビアとの関係が悪化して1948年に国交を断絶し、ソ連との関係を深めた。また、ギリシャ内戦で敗れた共産主義ゲリラのギリシャ民主軍 (EDS) に出撃拠点を提供し、その敗退後はメンバーの亡命を受け入れた。

### ルクセンブルク
- 1867年以来の非武装中立政策を正式に放棄し、西側諸国の一国として安全保障体制に参加することになる。

### スイス
大戦中は、中立を維持していたスイスだが、スイスの中立にも負の側面があったことを否定することができない。1点目は、ホロコーストから逃れたユダヤ人の亡命問題と財産の返還の問題である。2点目は、ドイツによる略奪金塊問題である。
- 大戦中に30万人に近い亡命者を受け入れた。スイスの人口に比較すればかなりの人数の亡命者を受け入れた形であるが、他方で、「救命ボートは満員だ」として、ユダヤ人の入国を認めなかった。その人数は亡命が認められた数が21,858人であったのに対して24,000人が断られた。
- 大戦中にドイツは、中立国を中心に各国と金塊の取引を行ったが、その約8割はスイスとの取引であった。問題は、金塊の出所であり、すでに1941年の段階で、占領下においたベルギーからの略奪品であろうという情報が広まっていたにもかかわらず、スイスは1943年までドイツの金を受け取り、スイスフランと交換していた。事実上、スイス中央銀行は略奪金塊の「洗浄装置」の役割を果たしていた。[2]

この他にも、スイス領の町をドイツ領の町と間違えられたためにスイスの一般市民がアメリカの爆撃機により誤爆されたことが挙げられる。この誤爆では、死者40人、負傷者多数を出したという。

### バチカン
大戦中はバチカンは中立を維持していた。しかし大戦勃発直前に教皇に登位したピウス12世はドイツのホロコーストを黙認したと非難されることがある。イスラエルはピウス12世はユダヤ人を保護したとして評価しているが、「教皇がナチス政権下のドイツを非難していればホロコーストの犠牲者は少なくなったはず」との声も根強い。さらにピウス12世は死後ヨハネ・パウロ2世によって列福されたことが、さらに波紋を呼んでいる。
また、大戦終結時に多くのナチス党員がドイツから逃亡するのに対して、バチカンが有形無形の援助を行ったとの証言がある。

### スウェーデン
スウェーデンは、ドイツのチェコスロバキア併合を目の当たりにした頃から危機意識を強め、スウェーデン社会民主労働党政権の元で大規模な軍備の増強を行っていた。すでにスウェーデンは、ナチスの台頭によって開戦は避けられぬものと考えていた。1939年にナチスは、スウェーデンとデンマーク、ノルウェーに対し不可侵条約を申し入れたがスウェーデンとノルウェーは拒否する。1940年、ドイツが不可侵条約を破棄し北欧に宣戦布告（北欧侵攻）するとスウェーデンは他国への援助を一切拒否し、武装中立を貫いた。
しかし戦後、スウェーデンの中立は利己的なものとして非難されている。開戦期には、枢軸国寄り、後期は連合国寄りである。もっとも単なる中立ではなく、両者に対する和平交渉仲介も行った。
- 武装中立政策を取っていたものの、第一次世界大戦時と同様義勇軍を組織していた。なお、戦火に見舞われた近隣のデンマークやノルウェー、フィンランドのレジスタンスを匿うと同時にユダヤ人を保護したことはその後大きな賞賛を受けた。
- 武装中立化においてスウェーデンは、50万人の国民軍を形成することに注力した。これによってナチスの侵攻を食い止めることを意図した。しかしスウェーデン政府は、上記の通り、ドイツに対する義勇軍を黙認し、デンマーク、ノルウェー、フィンランドに対するレジスタンスの保護及び支援を行い、ドイツの敗勢以後は連合国との連係を強め、最終的には連合軍の勝利に貢献した。ただしこの中立は、初期にはドイツに譲歩し、後期は連合国の要求に応じるなど中立性に欠けるものとして、戦後、国内外から非難された。
- 大戦期にスウェーデン政府は外交交渉を頻繁に行った。対戦初期、ドイツの侵攻に対し、ナチス党の上層部と面識のある元探検家スヴェン・ヘディンをドイツへ派遣し、直接ヒトラーからスウェーデン侵攻の意図が無いことを確認させることに成功した。大戦末期には大日本帝国と連合国に対するスウェーデン外務省仲介による和平交渉も行っている。また、スウェーデン王家の一族であるスウェーデン赤十字社副総裁フォルケ・ベルナドッテを通じて、ヒムラーと和平交渉も行っている。さらにフィンランド救済のためにソ連との和平交渉仲介も行われたが、結果的にスウェーデンの和平交渉はすべて失敗に終わった。1944年にはラウル・ワレンバーグによるユダヤ人救出も行われた。
- スウェーデンの軍備拡大は必ずしも対ドイツを対象としたものではなく、中立を宣言した様にドイツに対し敵愾心を持っていた訳ではなかった。戦争開始時点では、ソ連のフィンランドに対する圧力に重点がかかっており外交にもそれが優先されていた。ソ芬戦争においては、ドイツの支援の元、フィンランドとの軍事同盟が構想されていた。しかしソ連の抗議によって破談する。ドイツが北欧侵攻を開始したことでスウェーデンは中立を余儀なくされたのである。[注釈 7] しかし大戦後は、伝統的な武装中立に回帰し、対ソ連への外交戦争が開始されるのである（ノルディックバランス）。スウェーデンの外交戦略はすでにドイツではなく、戦後の東西冷戦に向けられていたのである。

### デンマーク
ドイツによる侵攻を経験したデンマークは戦後、中立政策から、集団安全保障に安全保障の方針を切り替えることになった。その時にはスウェーデンの外相ウンデーンの提唱したスカンジナビア軍事同盟に共鳴したが、スウェーデンが設立の意思がないことが分かると、北大西洋条約機構に加盟した。しかし、これはデンマークの安全保障を補完するものであり、対米追随を意味するものではなかった。デンマークの安全保障はいわゆるノルディックバランスと呼ばれるものである。
ドイツ占領中アメリカの保護下にあったグリーンランドは返還された。またアイスランドは独立した。

### ノルウェー
ドイツの侵攻を受けたノルウェーは従来安全保障を英国に依存していたが、第2次世界大戦後はアメリカに依存するようになった。北大西洋条約機構にも加盟し、西側諸国の一員になった。しかし、ソ連を刺激しないように国内に米軍基地をおかず、さらに非核政策をとるなど他の北欧諸国同様、ノルディックバランスと呼ばれる中立政策を志向した。
ドイツによる占領中、ヒトラーが「ノルウェー人は純粋なアーリア人種である」と唱えたため、「レーベンスボルン政策」がとられ、多くのノルウェー人女性とドイツ軍人との間の混血児が生まれた。ノルウェー政府はそれに対し隔離政策など迫害政策をとった。後にノルウェー政府はこの政策を「過ちである」と謝罪賠償した。

### トルコ
1946年8月にソ連が黒海から地中海を通る要衝であるボスフォラス海峡とダーダネルス海峡の管理をトルコに要求したために、一時的にソ連との対立が激化した。しかしその後にはソ連が要求を取り下げたので米ソ対立は緩和していった。

## 東アジア
中華民国では、国内の対立を抗日という同一目標により抑えていた中国国民党と中国共産党の両勢力が、再び内戦状態（国共内戦）となり、アメリカが政府内の共産主義シンパの策動を受け中国国民党への支援を縮小したこともあり、ソビエトの支援を受けた中国共産党勢力が最終的に勝利した。その後中国共産党は1949年に北京を首都とした中華人民共和国を建国し、中国国民党は台湾島に逃れることとなる。
朝鮮半島では、領土分割され支配権を放棄し撤退した日本に替わり、38度線を境に南をアメリカやイギリスをはじめとする連合国が、北をソ連が統治することになり、その後それぞれ「大韓民国」と「朝鮮民主主義人民共和国」として独立を果たす。しかし、ソ連のスターリンから承認を受けた金日成率いる北朝鮮軍が1950年に突如、大韓民国に侵略を開始。ここに朝鮮戦争が勃発することになる。なお、開戦後70年以上経った現在も南北朝鮮の間の戦争は公式には終結しておらず、大韓民国側に立つ国連軍と北朝鮮との間での一時的な休戦状態が続いている。

### 日本
連合国による占領

- 敗戦後直ちにイギリス、アメリカ、フランス、ソ連などを中心とした連合国諸国による占領が開始され、連合国軍最高司令官総司令部（GHQ）が東京に置かれた。当初は連合国諸国による日本の分割統治計画があったが、実質的にはアメリカによる占領が行われた。GHQによる間接統治のもと、新憲法制定、農地改革、財閥解体などの大規模な改革が行われた。
- サンフランシスコ講和条約の発効により、日本はソビエト連邦、中華人民共和国など共産諸国を除く連合国との講和が完了し主権を回復した。しかし同時に締結された日本国とアメリカ合衆国との間の安全保障条約（日米安保条約）により、米軍の駐留はその後も継続することとなった（在日米軍）。

領土の喪失
- 日清戦争以後に獲得した海外領土を全て失うこととなり、関東州租借地を中華民国（中国、以下同）に返還した。
  - 台湾・澎湖諸島における実効支配を喪失し、中国による統治が開始された。
- 韓国併合以降の朝鮮半島の実効支配を喪失し、アメリカ・ソ連軍両軍による分割占領状態になった。これが1948年以降の南北分断、そして1950年の朝鮮戦争につながっていく。
- 委任統治後に併合を宣言していた南洋諸島の実効支配を喪失し、アメリカによる信託統治に移行した。
- 沖縄戦によりアメリカ軍に占領されていた沖縄本島をはじめとする沖縄諸島（大東島・沖大東島を含む）や先島諸島（尖閣諸島を含む）そして奄美群島は、日本の潜在的主権を維持したままアメリカ軍政下に入った。1972年までに全ての地域が日本に復帰した。
  - しかし沖縄返還後も、沖縄県をはじめとする日本各地にアメリカ軍基地が残り犯罪や騒音など多くの問題を起こしている。
- 小笠原諸島・火山列島・南鳥島・沖ノ鳥島もアメリカの施政権下に入った。これらの地域では一部の欧米系住民以外の民間人居住を認めなかったが、1968年に日本に復帰した。
- 南樺太・千島列島の実効支配を喪失し、ソ連による統治が開始された。ただし、日本政府は法的にはこの地域の帰属を未確定と主張している。また、日本政府は千島列島南部の国後島・択捉島について、日露和親条約により平和的手段で領有が確定していた固有の領土と主張し、北海道の属島である歯舞群島・色丹島とともに支配を続けるソ連に対して返還を強く求めることになった（北方領土問題）。

戦犯問題

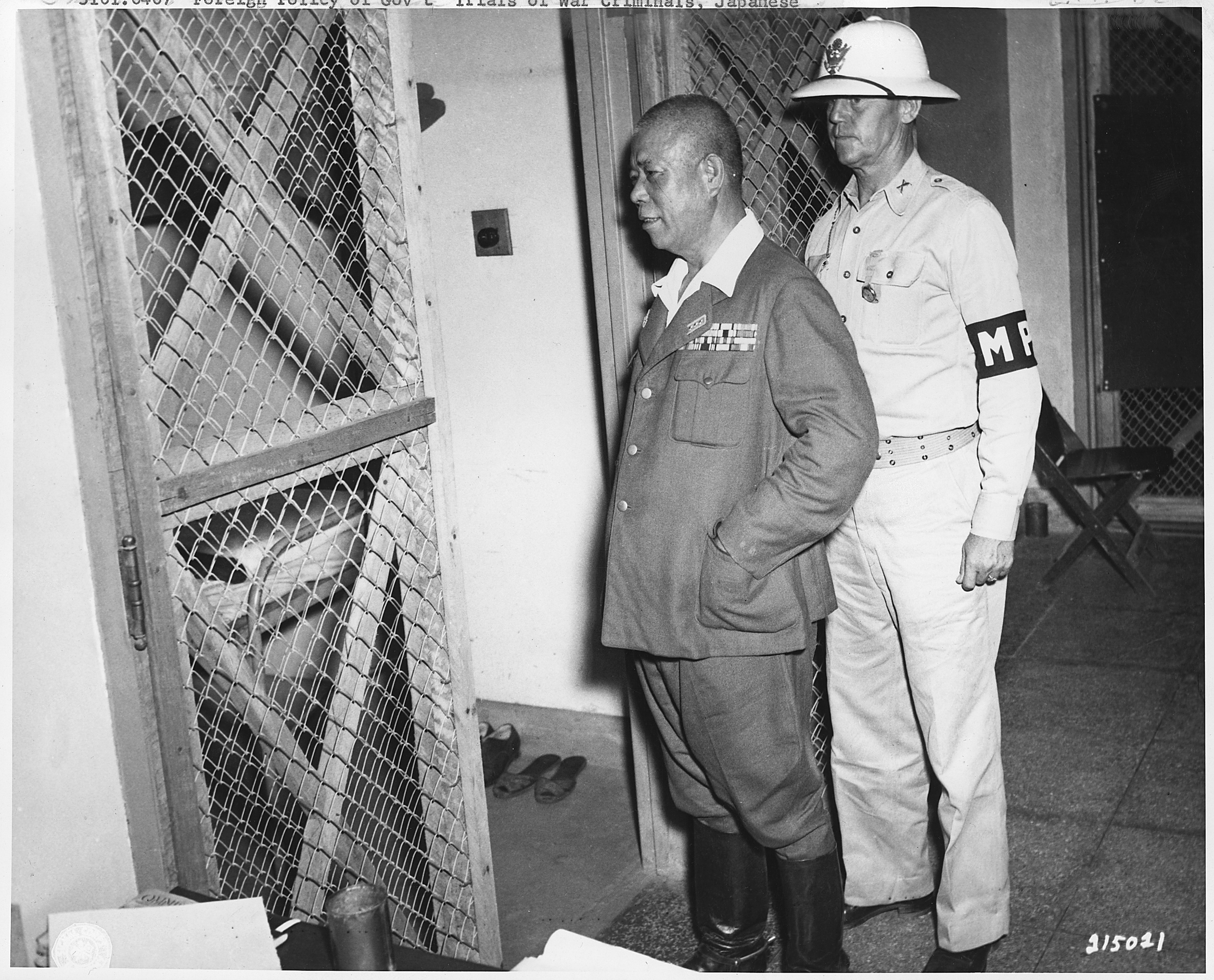
拘留される山下奉文陸軍大将

1946年には、極東国際軍事裁判（東京裁判）が開廷され、戦争犯罪人は、戦争を計画し遂行した平和への罪（A級）、捕虜虐待など通例の戦争犯罪（B級）、虐殺など人道に対する罪（C級）としてそれぞれ処断された。また日本国内だけでなく日本以外のアジア各地でも裁判が行われ多くが処刑された。
- 勝者が敗者を裁くという構図のもと、きちんとした証拠も弁護人も不十分なまま、杜撰な手続き、裁判中の度重なる通訳のミスや恣意的な裁判進行などにより処罰・処刑（偽証罪が無かったため私怨による密告だけを元に処刑されたものがほとんどとする意見もある）が行なわれたと言われ、批判されている。
- その一方でこの裁判を全否定することは、戦後日本が築き上げてきた国際的地位や、多大な犠牲の上に成り立った平和主義を破壊するものとして、東京裁判を肯定（もしくは一部肯定）する意見もある。また、もし日本人自身の手で行なわれていたら、もっと多くの人間が訴追されて死刑になっただろうとする説もある[5]。
- この裁判で処刑された人々が、「昭和殉難者」（国家の犠牲者）として靖国神社に合祀されることとなり、後にこの扱い（特にA級戦犯）を巡って議論を引き起こすことになる（靖国神社問題、A級戦犯合祀問題）。

戦時賠償・抑留問題

- 対戦国や植民地下に置いた諸国との戦時賠償については、日本国との平和条約の締結以後、国家間での賠償が進められた。
- 満洲国瓦解時にソ連軍により約60万人もの日本軍将兵が捕虜となり、違法にソ連領土内で強制労働させられその多くが栄養失調や凍死で死亡した（シベリア抑留）。
- この他中国残留孤児・残留婦人問題、在日アメリカ軍基地[注釈 8] 等の問題が現在も残っている。
- 敗戦時に残存した艦艇の多くは外地からの引き上げに使用されたほか、多くの水上戦闘艦がソ連や中華民国、アメリカに賠償艦として渡った。また作戦用航空機のみでも約7500機、陸軍機と併せると1万機以上の作戦用航空機が敗戦時に残存していたが、これらの航空機は連合国軍により研究用の一部が持ちさられた後に破壊された[6]。

近隣諸国との関係
日本は「アジアの列強植民地の解放」という名目で、当時欧米列強諸国の植民地であったマレー半島やシンガポール、中国大陸などアジアのほぼ全域に進出、欧米列強諸国の植民地政府を廃止し占領、軍政下においた。また、占領地のなかのいくつかの地域については、日本に友好的な指導者を後押して独立させた。
しかし戦争当初の目的として資源確保のためにこれらの地を占領した日本にとってはそれまでの宗主国の持っていたような資源・資産面など対植民地での優位な状態を保つことが出来ず、これらの地においては軍政の名において当初の目的以上に搾取することを余儀なくされ、各地に人的・資源的に過酷な状態を招いた。日本はこれらの国々に戦後賠償としての意味合いも含め、政府開発援助（ODA）を行うことになる。
- なかでも、第二次世界大戦以前から統治・戦争状態が長かった後に戦勝国となる中華民国に代わり現在中国大陸を統治する中華人民共和国や、現在中華民国の統治下にある台湾を別として大韓民国、朝鮮民主主義人民共和国といった当時、併合した国や保護下においた地域にその後できた三国との間に対しては遺恨を残すことになった。朝鮮民主主義人民共和国以外では戦時賠償問題が国際法上既に決着している一方で、これらの国の国内事情も絡んで、現在でも歴史認識などの問題 [注釈 9] で日本側が非難されることが多く、中華人民共和国、大韓民国、朝鮮民主主義人民共和国では激しい反日教育が行われており、反日教育の内容もねつ造が指摘される（特定アジアの項も参照）。
- 韓国と北朝鮮は親日派に対しては現在でも制裁をする事がある。例えば北朝鮮で親日派は終身収容所送りで、韓国では親日派は社会的に抹殺され、2005年に歴史問題、竹島問題や小泉首相の靖国参拝などで反日感情が高まった際には日本統治時代の親日派の子孫の財産で日露戦争開始前から韓国独立前までの間に反民族反国家行為の対価として取得・相続もしくは故意による贈与を受けた財産を没収する親日反民族行為者財産の国家帰属に関する特別法や日帝強占下反民族行為真相糾明に関する特別法の制定など、反日的政策が実行されている。
- 日中戦争で戦場となった中華民国は常任理事国になったが、後に中華人民共和国にその権利が継承された。常任理事国となった中華人民共和国は、中華民国の国連復帰に拒否権を行使している。2005年の中国における反日活動で日中間で摩擦が生じた。

皇室制度

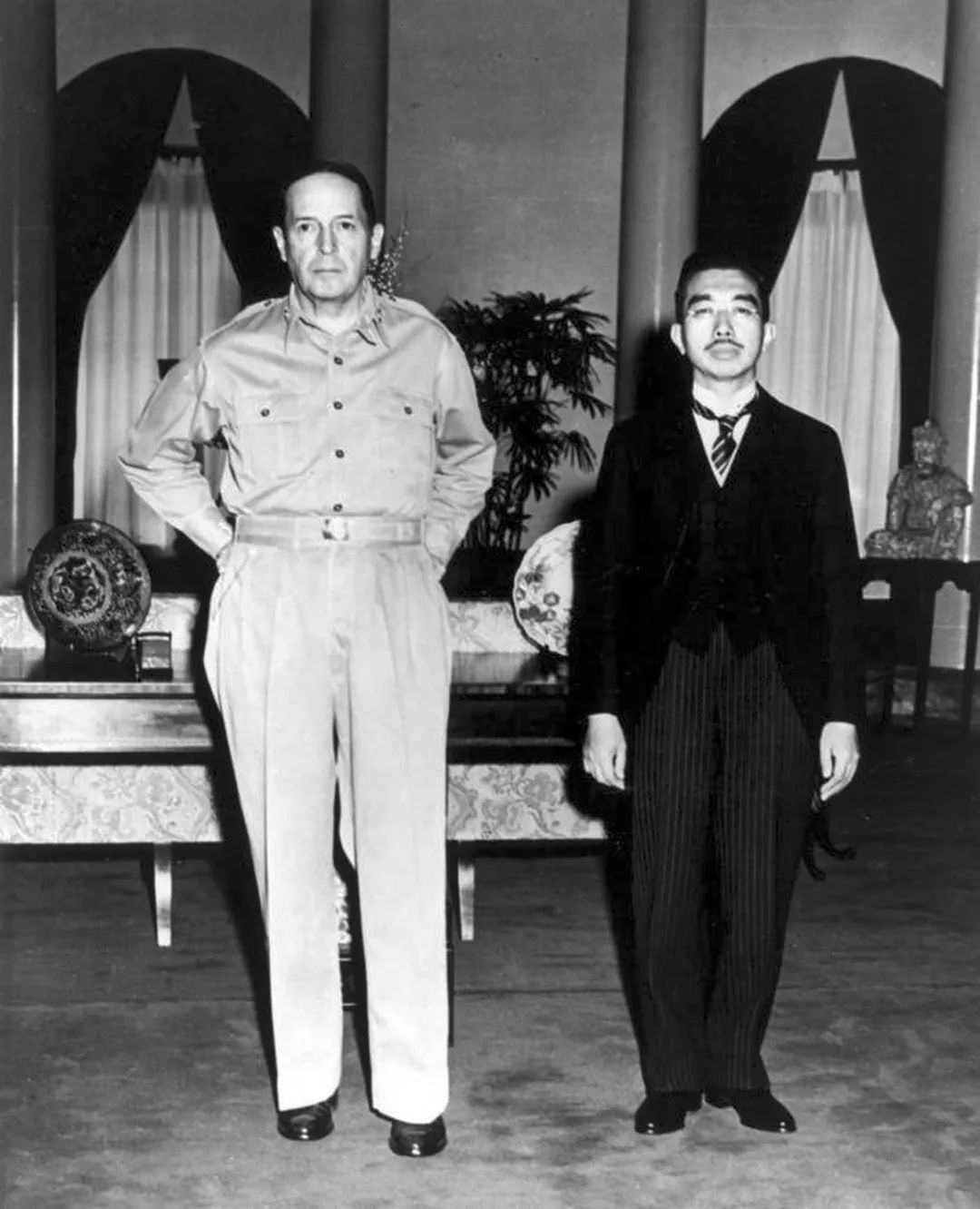
昭和天皇と連合国軍最高司令官総司令部のマッカーサー総司令官

- 天皇制を維持するか否か（国体問題）は、連合国占領軍の大きな課題であったが、長年の間多くの国民の支持を受け続けていた天皇制を廃止すると逆に占領統治上の障害が生じるとして、連合国内の一部の反発を退け、北東アジアにおける共産主義の伸張を食い止める目的もあり、天皇制は維持されることに決定され、昭和天皇の戦争責任も追及されずに終わった。
- 上記の決定に伴い、昭和天皇は統帥権の放棄を行うなど戦前に儀礼的に就いていた全ての地位から退き、新たに「国民の象徴」という地位を持つことになった。
- 天皇制こそ維持されたものの、アメリカの指導により華族制度が廃止され、また、直系の皇族以外は皇族としての地位を失う（臣籍降下）ことになった。
- 1910年の日韓併合と同時に日本の王公族となった李王家の継承者である李垠は、これに合せて臣籍降下され事実上李王家は廃絶された。その後大韓民国が設立された後も李承晩大統領の妨害などもあり王位に戻ることはなかった。

新憲法
連合国軍最高司令官総司令部のマッカーサー総司令官の指示、決裁の元、アメリカ人がその大勢を占める総司令部の民政局長であるコートニー・ホイットニーらの手によって新憲法の草案が作成された。それを基に日本政府案が作られ、帝国議会での審議を経て、1946年11月3日に「日本国憲法」として公布された。
- アメリカはこれ以前にも影響下に置いた中南米の国々に、アメリカにとって有利な内容を含む憲法[注釈 10] を半ば強要したことがあり、日本国憲法の制定もこれに倣ったものだとの見方がある[要出典]。また、日本国憲法が軍隊廃止条項をもつことから、冷戦時代は日米間の軍事協力に不都合なものとなり、冷戦後には国連などによる国際協力体制で軍事力の行使を含む平和維持活動を求められた際に問題となっている。このため冷戦時代より、この憲法が日本を不当に押さえ込む「押し付け憲法」と考え、改憲により「自主憲法」に変えようという主張・勢力が成立当初から存在したが、近年では自由民主党や民主党の保守系議員の一部を中心にその動きが盛んである。一方、日本社会党などの左翼政党はこれを軍備放棄の政策として歓迎（日本共産党は1960年代まで自主軍備や天皇制反対の立場から憲法改正を主張）、現在でも社会民主党、日本共産党などは護憲を主張しており、これらの間で「憲法改正論議」が冷戦時代から現在にかけて議論されている。

### 満洲国
- 満洲国は1945年（康徳12年）8月9日のソ連軍の侵攻後に、事実上の宗主国である日本が連合国に降伏したため瓦解し、その後、中国東北部の支配権はソ連の占領を経て中国に返還された。
- 皇帝である愛新覚羅溥儀は8月17日に退位し、その後日本へ逃亡する途中に、奉天飛行場において、愛新覚羅溥傑、恭親王などとともにソ連軍に捕らえられ、その後1950年に中華民国の国民党政府ではなく、ソ連と友好的関係にあった中華人民共和国の中国共産党政府に引き渡され戦犯として服役した。

### 中華民国

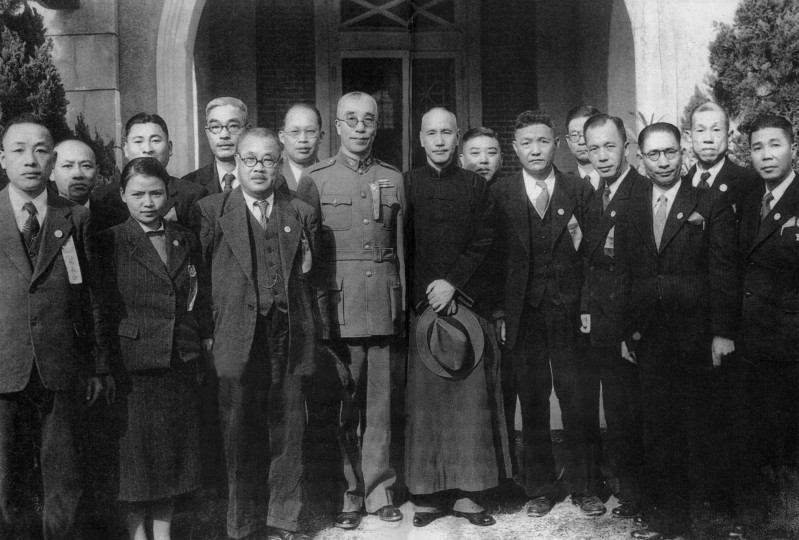
中華民国国民議会代表（1946年）

- 清代以来日本が租借していた関東州を全て回収し、崩壊した満洲国に代わり満洲全土での主権を回復した。ただし、同盟国であるソ連の要請により、旅順・大連両港や旧東清鉄道の租借権が改めて貸与された。
- フランスから広州湾租借地の返還を受けたが、イギリス領や同国租借地を含む香港はイギリス支配に復帰した。なお、マカオは中立国のポルトガル領であったことのみならず、租借地や戦争で奪い取った地でないこともあり、ポルトガル領のままとなった。
- 日清戦争で失った台湾島、澎湖諸島の主権を日本から回復した。しかし、当時国共内戦を戦っていた中国国民党による過度な大陸への物資輸出と大陸からのインフレ波及により、台湾経済は混乱した。また、中国国民党は日本人に代わる特権階級として振舞い、台湾島住民の排斥と役人の腐敗が横行した。中華民国政府による急速な中国化政策の推進は、台湾島住民との間に緊張を高めた。こうして1947年に二・二八事件が発生し、国民党により約28,000人もの本省人が殺害・処刑された。

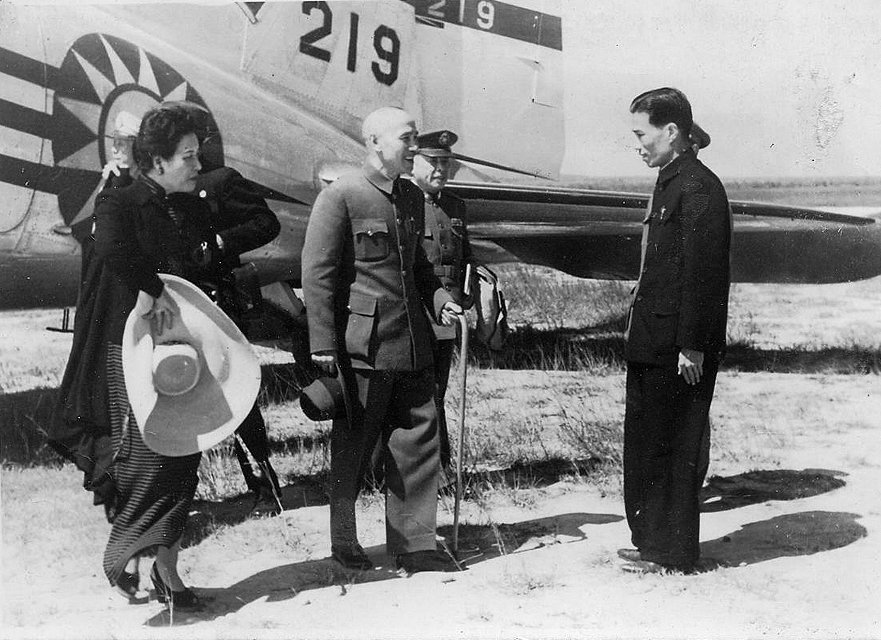
台湾島を訪れた蔣介石と宋美齢夫人（1946年）

- 上記のように、終戦以降連合国および戦勝国としての正式な地位は、日中戦争（支那事変）から長い間日本軍に対しての戦いを続けていた中国国民党の蔣介石率いる中華民国にあった。しかし戦後4年経った1949年に、ソビエト連邦の支援の下国共内戦に勝利した中国共産党が北京に中華人民共和国を樹立し、敗北した国民党は中国大陸から台湾島に遷都した。その後冷戦下で東西両陣営による政治的駆け引きが行われた末に中華民国が1971年に国際連合から追放されたことで、戦後20年以上の時を経て、戦勝国と国際連合の常任理事国としての地位を「中華人民共和国」が引き継いだ。

## 東南アジア
東南アジア地域では日本軍を排斥した欧米諸国が植民地支配の回復をはかったが、宗主国の国力の疲弊とそれに伴う植民地支配がもはや利益を齎さないという判断、日本軍占領下での民族意識・独立意識の鼓舞による独立運動の激化、日本軍統治のもとで創設された国軍の独立軍への転化や日本人による近代戦術の指導、本国における人道上の理由による植民地支配への批判の高まりなどの要因から、第二次世界大戦後に多くの東南アジアの植民地は独立を果たした。ジョージ・W・ブッシュ政権でアメリカ合衆国国務副長官だったリチャード・アーミテージは、「世界でどの国が優れているか聞いた調査によると、アジアの人々の82%が『日本』と回答しました。彼らは（第二次世界大戦の）日本軍による占領は独立への機会になったと考えています」と述べている。
2008年に外務省がASEAN主要6か国（インドネシア、マレーシア、フィリピン、シンガポール、タイ、ベトナム）に対日世論調査（一カ国約300名、TNSシンガポール社に調査依頼）をしたところ、「第二次世界大戦中の日本について、現在あなたはどうお感じですか」という設問において、以下のような結果だった。

### タイ
第二次世界大戦以前より独立国であったタイ王国は、日本軍との一悶着の末、枢軸側として参戦したが、その裏では在米タイ公使館のセーニー・プラーモートがピブン政権と絶縁し東南アジア向けの反日放送を行ったり、ピブン内閣の実力者プリーディー・パノムヨンらが在日大使館を中心に日本内外に広範なスパイ網を構築し、情報提供によって米軍の日本本土空襲を支援するなど、連合軍側への鞍替えに向けた活動も行っていた。これはいわゆる自由タイ運動として知られている。自由タイはタイ国内ではピブーンによって半ば公認された活動となっていき、日本の敗戦の色が濃くなると、また日本と結んだ条約で内政が悪化するとピブーンは1943年首都を日本軍の影響が少なく、陸軍の部隊のあるペッチャブーンに移転する計画を秘密裏に画策、民族主義的な思想の持ち主であったルワン・ウィチットは1943年10月30日外相を解任され、代わりに自由タイのメンバーとして知られていたディレークが外相に任命された。1945年8月16日、プリーディーが摂政の立場で「対英・対米への宣戦布告は無効であった」との宣言が出された。こうしたタイの二重外交は戦後、アメリカの政策と相まって成功しアメリカはタイを敗戦国とすることを避けた。
一方で、イギリスはほとんど敗戦国として処理したといえる。イギリスは終戦時、速やかに平和条約を結ぶことは拒否、さらに米を賠償させた上で翌年の1946年1月1日にようやく平和条約を結ぶことを許した。また、タイ王国は戦時中に回復したフランス領インドシナの一部、イギリス領マレーおよびビルマの旧タイ領土を再びフランス、イギリスに取られた形となった。しかしながら、連合諸国による本格占領とこれに乗じた植民地化を免れ、続いて独立国としての立場を堅持することになった。

### フランス領インドシナ

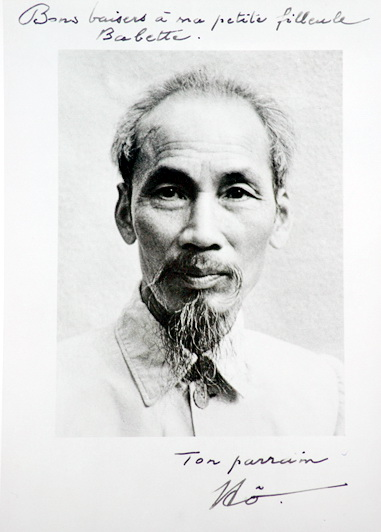
ホー・チ・ミン

日本から独立が与えられていたフランス領インドシナ（ベトナム）では、日本の降伏直後に、ベトナム独立同盟会（ベトミン）がインドシナ共産党の主導下で八月革命を引き起こし、ベトナム帝国からの権力争奪闘争を各地で展開した。その後、9月2日に、ホー・チ・ミンがハノイでベトナム民主共和国の建国を宣言した。
ところが、旧植民地の再支配を謀るフランスは独立を認めず、9月末にはサイゴンの支配権を奪取したことで、ベトミンと武力衝突した。その後、ベトミンはフランスとの交渉による解決を試み、1946年3月にはフランス連合内での独立が認められた。だが、フランスはベトナムが統一国家として独立することを拒否し、コーチシナ共和国の樹立などベトナムの分離工作を行なった。これにより、越仏双方が抱く意見の相違は解決されず、同年12月にハノイで越仏両軍が衝突したことで、第一次インドシナ戦争が勃発した。

### オランダ領東インド
オランダ領東インド （インドネシア）では、日本の軍政に協力していた独立派が日本の降伏直後にスカルノを大統領とするインドネシア共和国の独立を宣言し、再植民地化を目指すオランダとの独立戦争に突入した（インドネシア独立戦争）。
この戦争には、元日本軍将兵、約2,000名が義勇兵として独立軍に参加している。インドネシアの国営英雄墓地では、その戦争により戦死した約1,000名の日本軍将兵が埋葬され、6人の日本人が独立名誉勲章（ナラリア勲章）を受章した。ドイツの占領を受けて疲弊していたオランダにとって、この戦争は大きな重荷になり、また植民地に強硬に固執する姿勢は国際世論の支持を失った。結果、1949年12月のハーグ円卓会議により、オランダは正式にインドネシア独立を承認した（ハーグ協定）。

### イギリス領マラヤ
イギリスはマレー半島に居住する各民族に平等の権利を与え、シンガポールを除く海峡植民地とイギリス領マラヤ諸州からなる「マラヤ連合案」を提示した。華僑とインド系住人はこれに賛成したが、マレー人には不評で、その結果、ダトー・オンを党首とする形で、統一マレー国民組織（UMNO）が結成された。

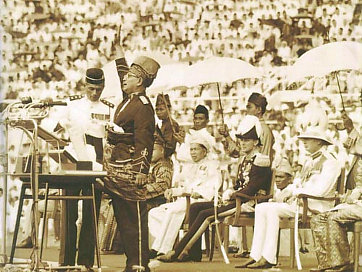
独立宣言をするトゥンク・アブドゥル・ラーマン

イギリスは、1946年に発足したマラヤ連合との間で1947年にマレー人の特権を認める連邦協定を結び、1948年にマラヤ連邦が発足した。しかし華僑はこれに不満で、同年主として華僑からなるマラヤ共産党の武装蜂起が始まった。だが、マラヤ共産党の弾圧、その後各民族系政党が集まった（UMNO、マレーシア・インド人会議 (MIC)、マレーシア華人協会（MCA））アライアンスの結成と独立の準備は着々と進んでいった。1955年7月の総選挙で圧倒的な勝利を収め（52議席中51議席をアライアンスが占めた）、1957年8月31日にマラヤ連邦はマレーシアとして完全独立を果たした（詳細は、統一マレー国民組織を参照）。
一方、シンガポールは戦後イギリスの直轄植民地となり、その後は自治国となり完全独立をめざすこととなった。サラワクと北ボルネオ（現在のサバ州）も戦後イギリスの直轄植民地となり、段階的に自治の供与が始まった。多大な石油資源を持つブルネイは保護領のままで、その独立は1980年代まで持ち越されることになった。

### アメリカ領フィリピン
戦前、独立に向けての準備が進められていたが、日本の占領によって日本の傀儡政権が誕生する。終戦後に再びアメリカの統治下に戻され、その後1946年7月4日にマニュエル・ロハスを初代大統領にフィリピン共和国として独立を果たした。しかしアメリカ軍基地が国内に残され、多くのアメリカ資本が居座るなどアメリカの影響は大きい。

## 南アジア

### イギリス領インド

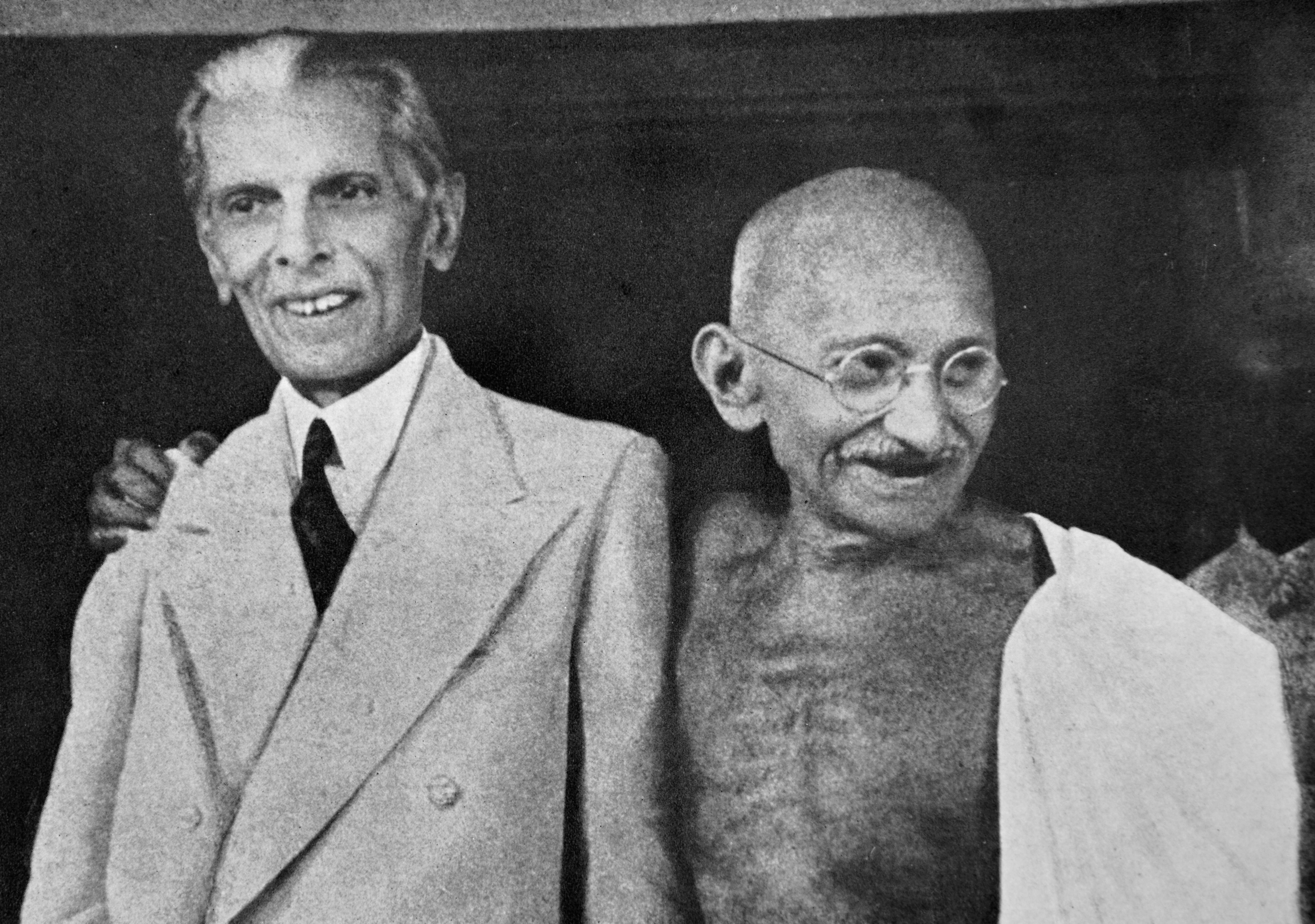
ジンナーとガンディー

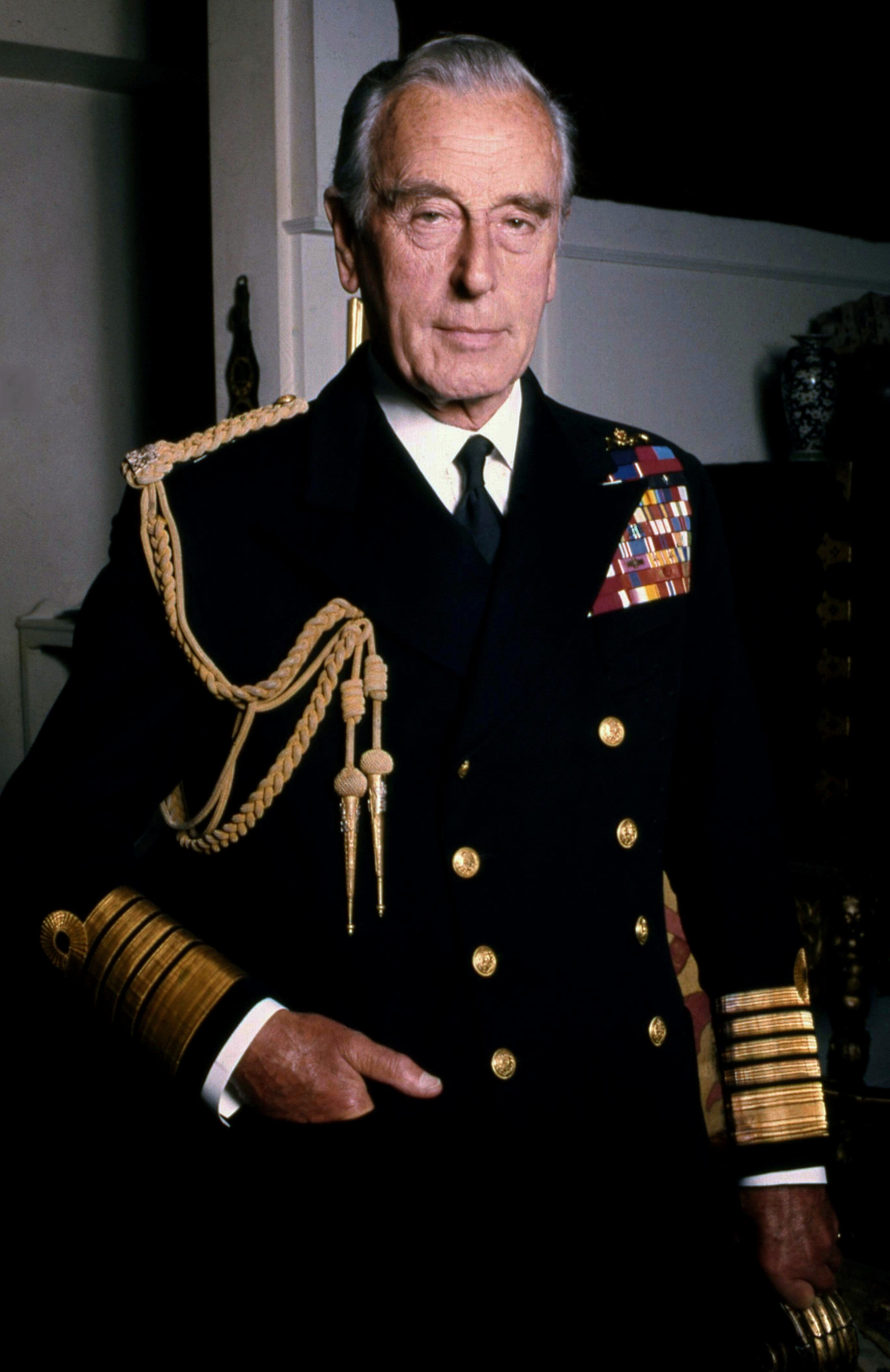
ルイス・マウントバッテン

イギリスは戦後もしばらくの間はインドを統治し続けたが、大戦によりイギリスの国力は疲弊し、大英帝国を維持することが出来なくなった。
また、マハトマ・ガンディーやジャワハルラール・ネルーらインド国民会議派が指導する独立運動の激化並びにヒンズー教徒とイスラム教徒との間の宗教対立にイギリス政府は耐え切れなくなったことも相まって、アトリーは1947年2月20日、インドから1948年6月までに撤退することを決断し、ルイス・マウントバッテンを最後のインド総督として派遣した。
マウントバッテンはネルー達に、ヒンズー教徒が多いインドとイスラム教徒が多い東西パキスタンに分割独立する案を受諾させ、また藩王国が印パに所属する過程が円滑に進むように、イギリス連邦に加盟することまでも受諾させる事に成功した。そして、アトリーが当初宣言した予定より1年早い1947年8月15日、イギリス領インドは、ヒンズー教徒が多いインドと、イスラム教徒が多い、パキスタンに分割独立した（東パキスタンを構成するバングラデシュは1971年、パキスタンより独立した）。
しかしこの様なイギリスの都合に合わせ性急に行われた分割独立が、その後のインドとパキスタン両国の間における対立を引き起こし、その後も両国は対立を続けることになる。

## オーストラリア・ニュージーランド
イギリスの植民地である両国は安全保障をシンガポールを拠点とするイギリス軍に依存していたが、マレー作戦およびシンガポール陥落以後に、オーストラリアが日本軍にダーウィン空爆やシドニー湾攻撃などの被害に遭ったことを受け、安全保障のパートナーを宗主国の英国からアメリカに変更。ANZUSが成立する。

## 中東・北アフリカ

### イスラエル
オスマン帝国領をイギリスとフランスで分割したサイクス・ピコ協定によってパレスチナはイギリスの委任統治領となった。
1929年に始まった第5アリヤ（パレスチナへのユダヤ人の移住）は、雨垂れ式であったが、ヒトラーが権力の座についたことで、1933年から36年の4年間で、164,267人のユダヤ人が合法的に移住した。その結果、パレスチナにおけるユダヤ人人口は、40万人に達した。そのことが、土着していたアラブ人との対立を招く結果となった。
ホロコーストとアトリー政権の親ユダヤ政策が、パレスチナの混迷をさらに招く形となった。1945年8月、トルーマンは、アトリーに書簡を送り、ホロコーストで生き残ったユダヤ人10万人のパレスチナ移住許可を求めた。
イギリスは、フランスとは異なり、パレスチナの委任統治を継続したが、パレスチナの治安情勢の悪化とエクソダス号事件によって、委任統治を放棄することを検討しだした。
1948年5月16日、イスラエルは、独立を宣言。同時に、第一次中東戦争が勃発した。イスラエルは、国連決議で割り当てられた領域より広い領域の確保に成功するとともに、この戦争がパレスチナ難民問題を生み出す契機となった。

### サウジアラビア
イギリスの後援で造られたヒジャーズ王国を滅ぼして、アラビア半島を統一した国家であり、この国の石油資源は、1933年に設立された石油会社を介してアメリカの資本の支配下にあった。

### ヨルダン
1950年まではトランスヨルダンという国名であって、1946年に独立したものの、外交・軍事の実権はイギリスにあり、イスラエルと同時期にイギリス・フランスの委任統治領として成立した国家であったが、1950年に占領していたヨルダン川西岸を自国領にすると宣言し、その後国名をヨルダンと変えた。

### イラク
イラク王国はイギリスの委任統治領から1932年に独立したものの、国内でのイギリス軍の移動の自由が認められイギリスによる石油資源の支配が行われているなど外交・軍事の実権はイギリスにあった。これに対しアラブ民族主義者はイギリスからの独立を企てドイツに接近した。国内は乱れ、1941年3月末にはついにアラブ民族主義者の軍幹部が決起し親英派の国王側近が追い出される事態となった（1941年イラク政変）。
しかしイラクでの利権喪失とイラクの石油が枢軸国の手に落ちることを恐れたイギリスは軍を侵攻させ、1か月余りの後に再びイラクを占領した（イギリス・イラク戦争）。以後、第二次大戦後までイラクはイギリス軍の占領下に置かれ、ヴィシー政権支配下のシリアへの侵攻と、イラク同様にドイツ側に落ちる恐れのあったイランへの侵攻はイラクから行われた。
第二次大戦後もイラクは英米の同盟国として振舞い、ソ連を封じ込めるバグダッド条約機構の一員となるものの、1958年にアラブ民族主義の青年将校によるクーデターが勃発し共和国が誕生し、王室は滅ぼされた。

### イラン
1941年、ソビエトとイギリスは親独国家であったイラン帝国に侵攻し、北半分をソ連軍、南半分をイギリス軍が占領し、ソ連に対する軍事物資援助のルートとした。しかし終戦後、ソ連軍がなかなか撤退する気配を見せなかったので、イラン政府が1946年1月にソ連軍の撤退を求めて国際連合安全保障理事会に提訴した。その後翌年にソ連軍は撤退した。しかしこの結果、アゼルバイジャンの地方政権が半年後に崩壊してしまう契機となった。

### レバノン
第一次世界大戦終了後、サイクス・ピコ協定により、シリアとレバノンはフランスの、ヨルダンとパレスチナはイギリスの委任統治領となった。だが、第二次大戦中、本国フランスがナチス・ドイツに占領されたこともあり、独立の準備が進んでいたシリアやレバノンは、フランスからの独立を模索することとなる。
ビシャラ・アル・フーリーが中心となり、1943年にフランスからの独立を達成し、自由経済政策を推進し、レバノンは経済的な繁栄を誇った。しかし、1948年、ユダヤ人の手により、イスラエルが建国されると同時に勃発した第一次中東戦争により、アラブ側は敗退を余儀なくされ、10万人規模のパレスチナ難民がレバノンに流入した。このことが、レバノンの各宗派間のバランスの上に成り立っていた政治運営を困難にさせた面は否定できない。
また、各宗派間の対立が周辺諸国（シリア、イラン、イスラエル）の介入を招き寄せる結果となり、現在の混迷の原因もこの大戦に起因している。

### エジプト
エジプトもイスラエルと同様にイギリスの委任統治領にあり、1922年にイギリス側の一方的独立宣言と1936年イギリス・エジプト条約により形式的に独立に近づいていたが、スエズ運河一帯にはイギリス軍が駐留し、元来エジプト領だったスーダンの統治をめぐってイギリスに従属的立場に置かれていた。
しかし、1956年ガマール・アブドゥン＝ナーセルはスエズ運河の国有化を宣言、英仏イスラエルの三カ国はナセルの行為に反発し、第二次中東戦争が勃発した。米ソ両大国の英仏イスラエルに対する反発により、エジプトはスエズ運河の国有化に成功しアラブ地域の盟主の地位を確立した。

## 南北アメリカ
その全てが連合国、もしくは中立国であったラテンアメリカ諸国は、ブラジルのみが連合国の一員としてヨーロッパ戦線に派兵を行ったが、その本土が直接戦争による被害を受けることはほとんどなかった。
戦後においては、共産主義思想の浸透を懸念したアメリカが、ただ「反共産主義的である」という理由だけで中央アメリカのグアテマラやニカラグア、西インド諸島のキューバ、ハイチ、ドミニカ共和国、ブラジル、チリ、アルゼンチンなどの多くの軍事独裁政権に対し経済的、政治的な援助を行った（PBSUCCESS作戦、ピッグス湾事件、チリ・クーデター、コンドル作戦）。それだけではなく、そもそもこうした政権の成立の過程にもアメリカ合衆国による介入がある場合がほとんどだった。その結果、冷戦の終結によってアメリカがこれらの軍事独裁政権に対する援助を中止した1990年代初頭までの長きに渡って（1959年に起きたキューバ革命によって社会主義政権になったキューバを除いた）ほとんどのラテンアメリカ諸国の国民は、腐敗した軍事独裁政権下で不安定な政治と富の独占、そしてそれがもたらす貧困にあえぐこととなる。

### アメリカ合衆国
戦中、国家主導の軍事増産が経済回復をもたらし、景気刺激政策が定着していった。しかしミリタリー・ケインジアン・エコノミーというようにきわめて軍事色が強くなった。同じ時期に軍や官僚機構と癒着し、1950年代に「軍産複合体」と批判されるような構造を作り出すこととなった。
日本占領
- 日本の占領を連合軍の中で中心的に行い、アメリカにとって有益となる占領政策を行った。連合軍による日本占領の終了後もアメリカ軍基地を数多く残し、また、政財界に大きな影響力を堅持するなど日本を実質的な影響下におくことに成功した。
- イタリア上陸時にアメリカ軍がマフィアを使ったように、暴力団を占領下における左翼勢力を押さえ込むための暴力装置として活用し、そのことによって暴力団に大きな資金が転がり込み、勢力を飛躍的に伸ばす結果を生んだ。
- 日本領土である沖縄や小笠原諸島、奄美群島をアメリカ軍の施政権下に置いた。
- 撤退した日本軍に代わり朝鮮半島の南部を占領した。大韓民国の独立後も朝鮮戦争を経て現在に至るまで同地域にアメリカ軍基地を残したままである。

フィリピン統治

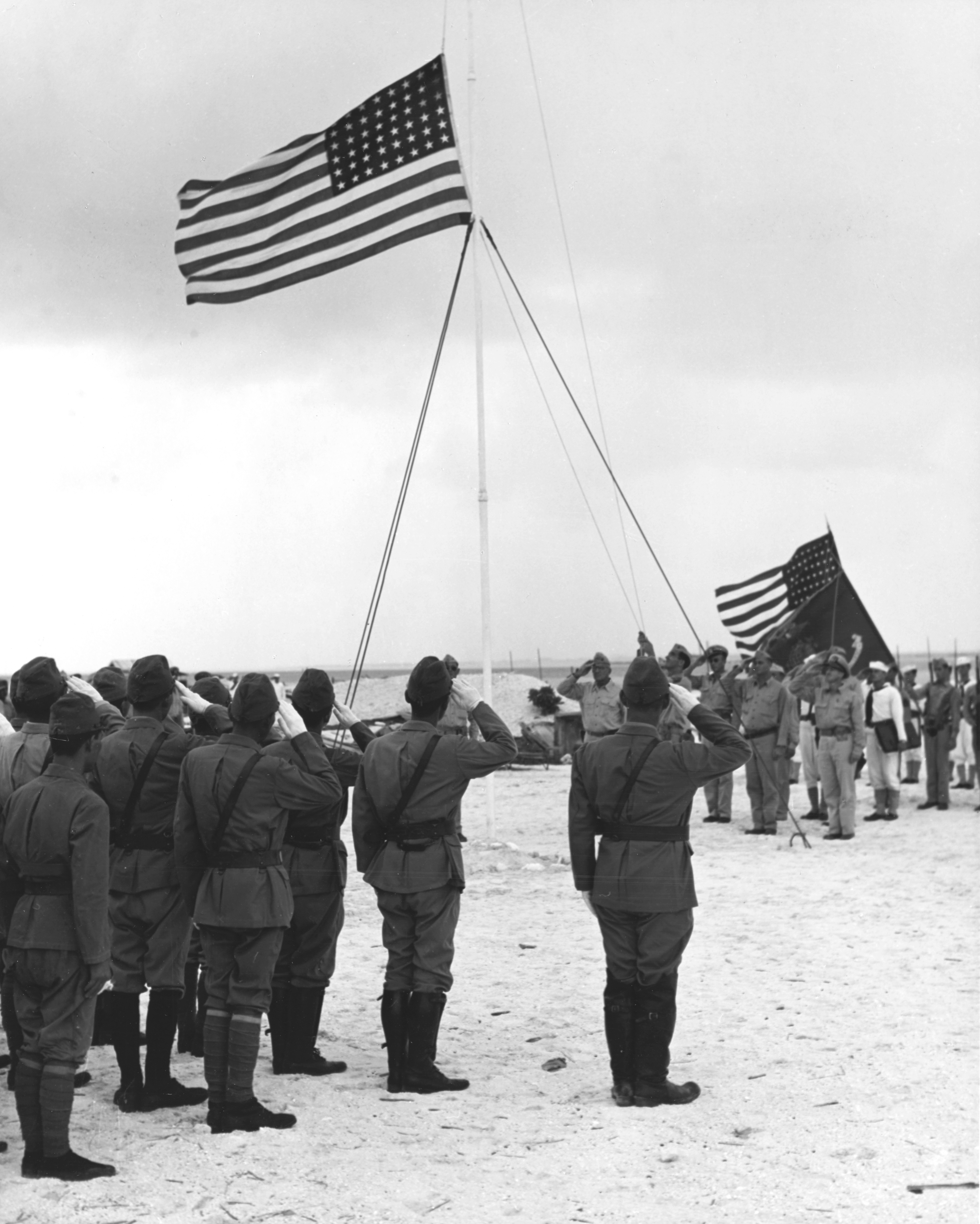
ウェーク島でアメリカ軍に降伏する日本軍の兵士（1945年）

- 日本の場合と異なりこちらは左派色の強い抗日ゲリラがアメリカの支配にも抵抗するがアメリカはこれを激しく弾圧する。

戦前から植民地として統治していたフィリピンにおいても日本と同じくアメリカ軍基地を残した他、多くの権益を残し政財界に対し大きな影響力を残した。
太平洋諸島統治
- 日本による委任統治後に併合を宣言していた南洋諸島を日本が放棄し、アメリカによる信託統治に移行した。
- ミクロネシア連邦は1986年に、パラオは冷戦後の1994年に独立。グアムや、サイパンを含む北マリアナ諸島などはその後もアメリカの統治下にある。
- 1898年以降自治領としていたハワイ諸島の実効支配を戦争終結後も続け、1950年には州に昇格させた。この結果19世紀末にアメリカに侵略されたハワイは完全にアメリカに組み込まれることになった。

マフィアとの協力
連合国軍のイタリア上陸時における、イタリア系マフィアの現地協力組織による連合軍に対する情報提供や後方支援の他、アメリカ国内の港湾地域における対スパイ活動と引き換えに、アメリカ当局が当時アメリカ国内に収監されていたイタリア系マフィアの指導者の多くを減刑、もしくは釈放したことにより、戦後それらの組織がアメリカ国内で大きな力を持つことになった。